# Saxhyttan (Hällefors kommun)
 For alternative betydninger, se Saxhyttan. (Se også artikler, som begynder med Saxhyttan)
Saxhyttan er en småort i Hällefors kommun i Örebro län i Sverige. Byen ligger ved riksväg 63 i den sydlige ende af søen Saxen, 5 kilometer sydvest for Hällefors. Syd for riksvägen ligger Saxhyttans naturreservat, en gammel eng som nu er overvokset med løvskov.
Støberiets alder er ukendt; i en undersøgelse fra 1651 er angivet at Saxhyttan skulle være bygget i 1406 og at den første smeltning af malm fandt sted det følgende forår. I 1538 producerede Saxhyttan årligt 4 tønder jern.
Allerede i år 1625 fandtes der to højovne ved Saxhyttan, hvoraf én endnu var i drift i 1849.